# Ришельё, Франсуа дю Плесси де
Франсуа дю Плесси де Ришельё (фр. François du Plessis de Richelieu; 1548 год, Ришельё — 19 июля 1590 года, Гонесс) — французский государственный деятель времен правления Генриха III, отец кардинала Ришельё.

## Биография
Карьера Франсуа де Ришельё началась в 1573 году в Польше, куда он вынужден был бежать после неприглядной истории с убийством некоего сьера де Бришетьера. В этот год будущий Генрих III (король Франции), тогда ещё герцог Анжуйский, прибыл по приглашению сейма, чтобы занять вакантный польский трон. В Кракове молодому польскому королю был представлен 25-летний французский дворянин Франсуа дю Плесси де Ришельё. Между двумя молодыми соотечественниками установились доверительные отношения, и очень скоро Ришельё становится заметной фигурой при Краковском дворе. Именно он принёс королю Польши известие о внезапной смерти в Париже его старшего брата Карла IX. Он же в числе приближённых сопровождал Генриха Анжуйского, тайно бежавшего из Польши в Париж в мае 1574 года.
С воцарением во Франции Генриха III Валуа Франсуа де Ришельё был назначен на должность прево Королевского дома. В 1576 году назначен на должность главного прево Франции, в 1585 году награждён орденом Святого Духа.
В эпоху ожесточённых религиозных войн главный прево фактически объединял в одном лице верховного судью, министра юстиции и руководителя секретной службы королевства. С его помощью Генрих III в День баррикад сумел благополучно бежать из восставшего Парижа в Блуа. Франсуа де Ришельё стал невольным свидетелем убийства Генриха III доминиканским монахом Жаком Клеманом. Главный прево Франции служил и новому королю Генриху IV, до самой своей смерти.

## Семья
В 1569 году Франсуа вступил в брак с Сюзанной де Лапорт (1551—14 ноября 1616), дочерью Франсуа де Лапорта. Родила шестерых детей:
- Анри (ок. 1578—1619), убит на дуэли
- Альфонс-Луи (1582—1653), кардинал де Лион
- Изабель (1582—1648)
- Арман Жан (1585—1642), кардинал-герцог де Ришельё и де Фронсак
- Франсуаза (1586—1615), жена Рене де Виньеро де Пон-Курле (1590—1625) и мать Франсуа де Виньеро, маркиза де Пон-Курле (1609—1646), чьи потомки унаследовали титул герцога Ришельё
- Николь (1586/1587—1635), жена маршала Франции Юрбена де Майе, маркиза де Брезе, их дочь Клер-Клеманс вышла замуж за Великого Конде

## Смерть
Сражённый лихорадкой, Франсуа де Ришельё умер 19 июля 1590 года в возрасте 42 лет. Его вдова Сюзанна де Ришельё осталась с пятью детьми, среди которых был 5-летний Арман Жан де Ришельё — будущий кардинал и глава правительства Франции.